# Phayre-Hörnchen
Das Phayre-Hörnchen (Callosciurus phayrei) ist eine Hörnchenart aus der Gattung der Echten Schönhörnchen (Callosciurus). Sie kommt in Südasien vom Südwesten der Provinz Yunnan, Volksrepublik China bis Myanmar vor.

## Merkmale
Das Phayre-Hörnchen erreicht eine Kopf-Rumpf-Länge von 19 bis 22 Zentimetern und ein Gewicht von etwa 280 Gramm. Der Schwanz erreicht eine Länge von etwa 16 bis 21 Zentimetern und ist damit etwa ebenso lang wie der Restkörper. Der Hinterfuß wird 50 bis 54 Millimeter lang. Das Rückenfell der Tiere sowie das Gesicht, der Kopf und die Ohren sind agoutifarben. Das Bauchfell ist leuchtend bis blass orange, jedoch nie rot oder grau. Die Rücken- und Bauchfärbung werden durch ein etwa einen Zentimeter breites schwarzes Band getrennt, das von den Vorderbeinen bis zu den Hinterbeinen reicht. Die Füße sind gelblich-sandfarben oder blass orange. Der Schwanz entspricht in seiner Färbung dem Rücken und hat unterseits einen 12 bis 15 Millimeter breiten hellen gelben Streifen und eine schwarze Spitze.
Der Schädel hat eine Gesamtlänge von 46 bis 54 Millimetern.

## Verbreitung
Das Phayre-Hörnchen kommt in Südasien vom Südwesten der Provinz Yunnan, Volksrepublik China bis Myanmar vor. In China ist seine Verbreitung auf die Provinz Yunnan beschränkt. Das Verbreitungsgebiet reicht dabei vom oberen Irrawaddy und vom Sittaung ostwärts bis zum Saluen und südwärts bis zu dessen Mündung im Süden Myanmars.

## Lebensweise
Über die Lebensweise der Phayre-Hörnchens liegen nur vergleichsweise wenig Daten vor. Es ist wie alle anderen Arten der Gattung primär baumlebend (arboricol) und ernährt sich vorwiegend von Pflanzen. Als Lebensraum nutzt es die tropischen Regenwaldgebiete am Nordufer des Unterlaufs des Saluen bis zu dessen Mündung.

## Systematik
Das Phayre-Hörnchen wird als eigenständige Art innerhalb der Gattung der Echten Schönhörnchen (Callosciurus) eingeordnet, die aus 15 Arten besteht. Die wissenschaftliche Erstbeschreibung stammt von Edward Blyth aus dem Jahr 1856, der ein Individuum aus der Region um Mottama im heutigen Myanmar beschrieb. Die Art wurde von einigen Autoren dem Pallashörnchen (Callosciurus erythraeus) als Unterart zugeschrieben.
Innerhalb der Art werden neben der Nominatform keine weiteren Unterarten unterschieden:

## Status, Bedrohung und Schutz
Das Phayre-Hörnchen wird von der International Union for Conservation of Nature and Natural Resources (IUCN) aufgrund der großen und stabilen Populationen und der nicht bekannten Bestandsgefährdung als nicht gefährdet (least concern) eingeordnet. Die Bestände sind wahrscheinlich stabil und potenzielle Gefährdungsursachen sind für diese Art nicht bekannt.

## Belege
1. 1 2 3 4 5  Robert S. Hoffmann, Andrew T. Smith: Phayre's Squirrel. In: Andrew T. Smith, Yan Xie: A Guide to the Mammals of China. Princeton University Press, Princeton NJ 2008, ISBN 978-0-691-09984-2, S. 184.
2. 1 2 3  Richard W. Thorington Jr., John L. Koprowski, Michael A. Steele: Squirrels of the World. Johns Hopkins University Press, Baltimore MD 2012; S. 147–148. ISBN 978-1-4214-0469-1
3. 1 2 3  Callosciurus phayrei in der Roten Liste gefährdeter Arten der IUCN 2014.2. Eingestellt von: F. Chiozza, 2008. Abgerufen am 19. Oktober 2014.
4. 1 2  Callosciurus pharei In: Don E. Wilson, DeeAnn M. Reeder (Hrsg.): Mammal Species of the World. A taxonomic and geographic Reference. 2 Bände. 3. Auflage. Johns Hopkins University Press, Baltimore MD 2005, ISBN 0-8018-8221-4.